# Браян Фентон
Браян Фентон (англ. Bryan Patrick Fenton; 1965, Новий Орлеан) — американський воєначальник, генерал армії США (2022), 13-й командувач сил спеціальних операцій ЗС США (з 2022 року). Учасник війн в Афганістані та Іраку.

## Біографія
Браян Патрик Фентон народився в Новому Орлеані, штат Луїзіана, виріс у Сеймурі, штат Теннессі. Після навчання в університеті Нотр-Дам отримав офіцерське звання армії США (піхота).
Проходив військову службу на посадах: командир взводу та командир роти у 4-му батальйоні 502-го піхотного полку; командир загону спеціального призначення та батальйону S-3 у 7-й групі спеціальних сил (повітрянодесантні війська); командир батальйону в Центрі та школі спеціального призначення імені Джона Ф. Кеннеді; командир бригади; J-3 Об'єднаного командування спеціальних операцій (JSOC); заступник директора зі стратегії, планування та політики в штаб-квартирі сухопутних військ; заступник командира (з операцій) 25-ї піхотної дивізії; G-3 Тихоокеанського командування армії США (USARPAC); та командувач Командування спеціальних операцій Тихоокеанського регіону (SOCPAC).